# Banco Inmobiliario Mexicano
El Banco Inmobiliario Mexicano (BIM) es una institución de banca múltiple con sede en la Ciudad de México. Este banco ofrece servicios y productos financieros para el diseño, construcción, comercialización y adquisición de bienes inmuebles y negocios relacionados.

## Fundación
El origen de Banco Inmobiliario Mexicano (BIM) se da a finales de 2009, con la creación de la Sofom Hipotecaria Apoyo Integral Inmobiliario, por iniciativa de un grupo de inversionistas mexicanos con experiencia en los sectores financiero, inmobiliario y de vivienda en México.
En 2011 compró la Sofom Hipotecaria Casa Mexicana  creada en 2001.

## Cambio a Banca Múltiple
El primero de octubre de 2013 la CNBV autorizó a BIM comenzar como Banco Inmobiliario Mexicano S.A., Institución de Banca Múltiple,  convirtiéndose en el primer banco especializado en el sector inmobiliario en México. 

## Crecimiento
En 2014 entran en operación los primeros créditos. Dependencia de SHF 91%.
En 2016 la captación llega a 1,767 mdp. Dependencia de SHF 58%.
En 2017 se da el programa de emisión de certificados bursátiles, llega a 2,728 mdp en captación. Dependencia de SHF 41%.
En 2018 Captación supera los 3,699 mdp. Dependencia de SHF 37%.
En 2019 para este año suma 10 mil clientes en todos los segmentos, al mes de agosto de este año el monto total invertido en financiamiento a la vivienda sumó 43 mil 039 mdp y la cifra proyectada para cerrar era de 48 mil 379 mdp.
En 2020 alcanzó 5 mil millones de pesos en captación.

## Cobertura
Tiene 17 oficinas de atención: 6 regionales y cobertura nacional. Oficinas en la Ciudad de México, Monterrey, Guadalajara, Cancún, Colima, Culiacán, Hermosillo, León, Mérida, Puebla, Querétaro, San Luis Potosí y Tijuana.

## Servicios
- Banca Patrimonial
- Servicios fiduciarios
- Unidad de valuación
- Centro operativo Fovissste
- Venta de inmuebles BIM
- Administración de carteras